# Saint-Paul-de-Vern
Saint-Paul-de-Vern is een gemeente in het Franse departement Lot (regio Occitanie) en telt 166 inwoners (2004). De plaats maakt deel uit van het arrondissement Figeac.

## Geografie
De oppervlakte van Saint-Paul-de-Vern bedraagt 11,1 km², de bevolkingsdichtheid is 15,0 inwoners per km².
De onderstaande kaart toont de ligging van Saint-Paul-de-Vern met de belangrijkste infrastructuur en aangrenzende gemeenten.

## Demografie
Onderstaande figuur toont het verloop van het inwonertal (bron: INSEE-tellingen).